# 個人教授 (ゲーム)
『個人教授 La Lecon Particuliere』（こじんきょうじゅ）は、1998年4月9日に毎日コミュニケーションズから発売されたPlayStation用アドベンチャーゲーム。

## 概要
大学2年の主人公は4月から翌年2月までの期間をかけ、週に1回の家庭教師を依頼される。大学の講義や他のバイトもこなしながら家庭教師の女の子を志望大学に入れることがゲームの目的となる。ゲーム序盤の教え子はいとこの遥だけだが、ゲームが進行すると他に5人の女の子が登場する。先生と教え子は年齢が2歳の違い。教え子の信頼度が上がると新しい依頼を受けることがあり家庭教師の軸は次々に広がる。接し方次第では教え子たちから恋愛感情を抱かれることもあるうえ、大学の合否によっても異なるエンディングが用意されている。

## ストーリー
大学2年生になり一人暮らしを始めた主人公は、友人やガールフレンドと漫然と日々を送っていた。ある日、叔母から高校3年生になる娘・遥の家庭教師を頼みたいと電話が来る。遥とは幼馴染でよく一緒に遊んだ仲。家庭教師など経験がない主人公だったが、引き受けることに。そのツテでいとこの親友からも声がかかり、続けてアルバイト先の女子高生、大学の先輩の知り合いなど、家庭教師の依頼数が増えていく。生徒たちの勉強をみつつ、時折デートを重ねながら、生徒や保護者とも親交を深めていき、ついに入試の日を迎える。そして合格発表の日…。何気ないきっかけで始めた家庭教師。しかしそれが主人公の生活を大きく変えたのだった。

## 登場人物

### メインキャラクター
穂高 遥（ほだか はるか）
声：藤野かほる
誕生日：5月29日 / 身長：169cm / 血液型：A型
主人公とはいとこ同士。母親の勧めで主人公に家庭教師を頼むことになった。主人公のことをおにいちゃんと呼び、小さな頃は一緒に遊んでいたが、主人公が引っ越したために会うのは久しぶり。彼氏のいない遥は遊び相手として密かに期待しているらしい。水泳部の為、肩幅が広いことを気にしている。
活発な性格で、大人しいちひろとは性格が違うが、親友同士。私立文系志望だが英語がやや苦手。数学嫌いでもある。好きな食べ物はハンバーガー、猫好きである。趣味はポップスの音楽鑑賞。
千葉 ちひろ（ちば ちひろ）
声：吉田古奈美
誕生日：12月15日 / 身長：162cm / 血液型：AB型
遥とは同じ高校で親友同士。勉強・運動・ルックスと非の打ち所がなく、しかも資産家のひとり娘だが、ひと知れず悩みを抱いている。母親を早く亡くしており、今の母親は若い後妻。年取った愛犬を可愛がっている。陸上部で中距離の選手。体育祭ではクラスのリレーに選ばれている。
弁護士を志し、国立の法学部を志望している。箱入り娘に見られることを気にしており、人間を知らない弁護士にはなりたくないからと、色々な経験を積んでみたいと思っている。趣味はカラオケで、演歌好き。
西村 菜々子（にしむら ななこ）
声：草地章江
誕生日：8月7日 / 身長：152cm / 血液型：O型
背が低く童顔のため、中学生に間違えられることもしばしば。本人は結構気にしている。両親は共働きで不在がち。おばあちゃんっ子であるせいか、万事おっとりしていて、周りの女子高生とは話が合わない。
コンビニでバイトしており、マンガやゲーム、インスタント食品が好き。茶道部に所属。学力は高く、理工学部を志望していて、コンピュータにも興味がある。理科は好きだが苦手。ペットのインコを可愛がっている。趣味は読書。
山代 有希（やましろ ゆうき）
声：手塚ちはる
誕生日：8月25日 / 身長：167cm / 血液型：B型
男勝りな性格のため、スカートも制服以外は着ず、ちゃらちゃらした女子高生や優柔不断な男は嫌い。三國志やミリタリー、格闘技が好き。ボクシングが好きなのは、漫画の影響から。本人はキックボクシングに転向しようか検討中である。バイクで旅をしてみたいと思っている。部活は将棋部。
父親は経営難にあえぐ合気道場の師範。母親はその合気道場の娘で、二人が勝負し父親が負けたことを機に結婚した。母親は有希を出産後、修行の旅に出て、そのま行方知れずとなっている。有希はその事情を知らず、父親に愛想を尽かして逃げて行ったと推察している。母親の代わりに家事は有希がこなしてきたので、針仕事など家事は得意。何でも頭ごなしに決め付ける父には反感を持っており、それで習い始めたのがボクシングである。成績は悪く、体育系の大学を志望している。
龍宮寺 麗美（りゅうぐうじ れみ）
声：久川綾
誕生日：9月30日 / 身長：169cm / 血液型：A型
父親が商社の上役で、家は金持ち。麗美にシスコン気味の弟がいるが、麗美はあまり構っていない。代わりにイグアナのアンディというペットがおりそちらを可愛がっている。絵画や映画など、芸術全般に興味をみち、将来はアーチストになりたいと考えている。学校では先生に贔屓されていることを周りにやっかまれ、浮いた存在。あまり親しい友達はいない模様。写真部に所属しているが、団体行動が嫌いなのとエアロビクスを習っているのでほとんど出席していていない。親への建前、国立文系を志望しているが、本人は美術系大学に進学するか、留学してみたいと考えている。
時折ファッションモデルのアルバイトをしている。プールや海などで主人公にプロポーションを披露することがあるが、本人はカナヅチで泳げない。スキーも出来ず、運動は苦手な方。登場は、主人公の大学で美術の講義を聴きに来ていたところ、出会う。その後は街中で何度か出くわし、ブティックなどの買い物に付き合わされる。少々高飛車でもある。デートはBMWに乗ってフランス料理や高級寿司を選ばないと好感度が下がる。
皇 沙絵（すめらぎ さえ）
声：菅原祥子
誕生日：11月1日 / 身長：157cm / 血液型：B型
美人女子大生の姉とマンションで二人暮らし。姉の卒業した女子高に通っているが、何かにつけて優等生だった姉と比較されるのが悩みのタネ。勉強は苦手である。
いたずら好きでクラスでは人気者。新体操部に所属している。主人公と姉とは、合コンで知り合い、9月以降教えることができるようになる。ミッション系女子大を志望している。趣味はショッピング。

### サブキャラクター
大貫 亜弓（おおぬき あゆみ）
声：半場友恵
主人公のガールフレンド。同じ大学に通う同窓生。メガネをかけており、物静かで、何か問題があると自分の責任ではないかと考えてしまう。運動は嫌いではないが、身体があまり丈夫でない為控えている。文化系のサークルに所属すると登場する。本屋さんに行かないかなどと、主人公にたびたび声を掛けて来るが、付き合っても放っておくと、冬に新しい彼氏に乗り換えてしまう。
吉村 由美子（よしむら ゆみこ）
声：芳野美樹
主人公のガールフレンド。同じ大学に通う同窓生。勝気な性格。運動系など活発なサークルに所属すると登場する。全般的にスポーツは好きだがトレーニングは嫌い。主人公にたびたび声を掛けて来るが、お付き合いしても放っておくと、冬に新しい彼氏に乗り換えてしまう。
穂高 博美（ほだか ひろみ）
声：有馬瑞香
遥の母で、主人公の叔母にあたる。大学に進学した主人公が近くに住むことを知り、最初に遥の家庭教師の依頼をしてくる。娘との仲は良好。
千葉 有里巳（ちば ありみ）
声：ならはしみき
ちひろの父の後妻で、すなわち義理の母だが、ちひろとの年齢差はあまりないため、ちひろは彼女を「お母さん」と呼ぶのに少し抵抗があり、名前で呼んでいる。それでもちひろに服を選んであげたりと、仲を良くする努力はしている様子。
西村 愛子（にしむら あいこ）
声：菅谷政子
菜々子の祖母。孫の行動を静かに見守るやさしい人。
山代 惣角（やましろ そうかく）
声：西村知道
有希の父で、合気道道場を経営している。主人公の先輩の松田とはなぜか顔見知り。その関係で主人公に有希の家庭教師の依頼をする。有希を幼い頃から男手一つで育てて来た。不自由のないようにと大学進学も承諾したが、勉強にやる気のない有希に対して、躾のため手をあげることもある。
龍宮寺 亘（りゅうぐうじ わたる）
声：笹沼晃
麗美の弟。姉に近づく者に対しては敵意をもって接する。少々シスコンの気があるらしい。
皇 沙耶（すめらぎ さや）
声：山田美穂
沙絵の姉。女子大生で、主人公とは合コンで知り合う。沙絵の保護者がわり。美人姉妹で縞百合に通っている。
高坂 武（こうさか たけし）
声：しがかつや
マニアックな趣味の持ち主で、主人公と酒を飲みながら語り合うのを楽しみにしている。温和な性格だが押しが強いところがあり夜な夜な語りたがる。
山本 順久（やまもと よりひさ）
声：保志総一朗
頭を使うことが好きなインテリで将棋同好会に所属している。将棋以外ては麻雀が好きで、いつもメンツが足りないのか、会うたびに主人公も誘われる。
仲居 満哉（なかい みつや）
声：細井治
ナンパな遊び人。主人公を合コンに誘う。お気に入りの愛車があり、合コンによく付き合っていると貸してくれる。
松田 章（まつだ あきら）
声：山野井仁
主人公の先輩の大学8年生。大学や女の子についての情報も提供してくれる。何故か有希の父と知り合いで、有希の家庭教師に主人公を紹介する。夜家にいると、突然訪問して来て夜な夜な演説し、主人公の睡眠を妨害する。時には朝まで続くこともある。

## 主題歌
オープニングテーマ「恋のトビラ」
作詞：小林夏海 / 作曲：如月弥生 / 歌：藤野かほる
エンディングテーマ「CLOSE TO YOU〜雨のち晴れ〜」
作詞：小林夏海 / 作曲：如月弥生 / 編曲：如月弥生、藤原モリヂ / 歌：菅原祥子

## 関連書籍
- Game Fan Books『個人教授 公式ガイドブック』（毎日コミュニケーションズ、1998年、ISBN 4-83-990028-0

## 評価
イードによるゲーム情報サイト「Game*Spark」では、2019年に特集記事「ギャルゲー百人百景」で遥や有希の攻略レビューが実施され、いずれも「釈然としない感じ」と評価されている。